# Costeleta
Costeleta é um osso e carne adjacente à cavidade torácica (de carneiro, de vaca, de porco, de vitela, borrego, cabrito, etc.). Cortada em redondo (uma costela por cada costeleta), pode ser preparada de várias formas: frita, empanada e grelhada, na chapa ou no carvão.